# Rizoid
Rizoidi so nitaste strukture brstnic, nekaterih steljčnic in gliv, ki opravljajo vlogo pritrjevanja v tla in absorpcije, podobno kot korenine. So eno- ali mnogocelične strukture s preprosto zgradbo, po čemer jih najlaže ločimo od korenin, ki so kompleksni organi.
Pri glivah so rizoidi razvejane hife, ki izraščajo navpično v tla in izločajo encime za razgradnjo organskih snovi. Rizoidom brstnic pravimo koreninski laski, služijo predvsem za povečanje površine koreninskega sistema, s čimer olajšajo absorpcijo vode in v njej raztopljenih snovi. Pri jetrenjakih so enocelični ali celo odsotni, mahovi pa imajo mnogocelične rizoide.